# 奥里尼勒比坦
奥里尼勒比坦（法語：Origny-le-Butin，法語發音：[ɔʁiɲi lə bytɛ̃] ⓘ）是法国奥恩省的一个旧市镇，属于莫尔塔涅欧佩什区。2017年，奥里尼勒比坦与临近的5个市镇合并为新市镇佩尔什地区贝尔福雷。

## 地理
奥里尼勒比坦（48°22'17"N, 0°28'4"E）面积4.57 平方千米，位于法国诺曼底大区奧恩省，该省份为法国西北部内陆省份，北起顺时针与卡爾瓦多斯省、厄尔省、厄尔-卢瓦省、萨尔特省、马耶讷省和芒什省接壤。
与奥里尼勒比坦接壤的市镇（或旧市镇、城区）包括：拉佩里耶尔、舍米伊、勒盖德拉谢讷、沃努瓦斯。

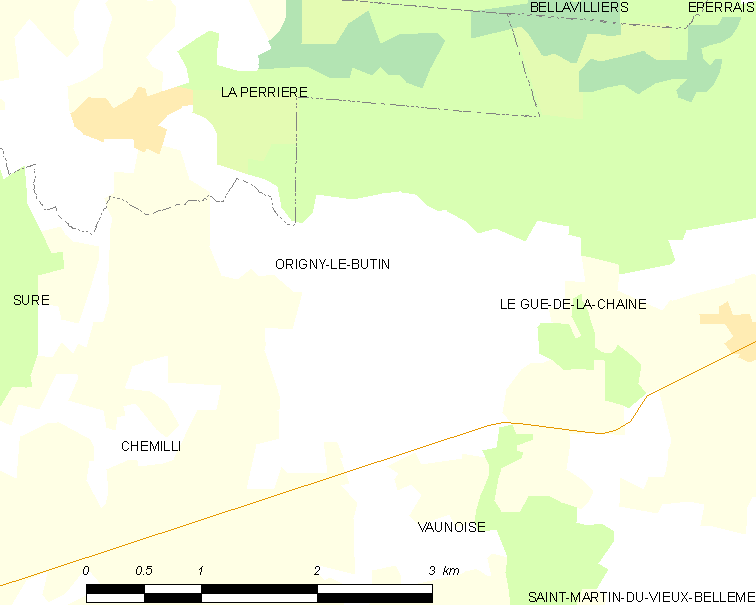
奥里尼勒比坦的OSM定位图

奥里尼勒比坦的时区为UTC+01:00、UTC+02:00（夏令时）。

## 行政
奥里尼勒比坦的邮政编码为61130，INSEE市镇编码为61318。

## 政治
奥里尼勒比坦所属的省级选区为瑟通县。

## 人口

1962-2008年间奥里尼勒比坦人口变化图示

奥里尼勒比坦于2018年1月1日时的人口数量为96人。